# (941) Murray
(941) Murray est un astéroïde évoluant dans la ceinture principale, découvert le 10 octobre 1920 par l'astronome autrichien Johann Palisa à Vienne.
Il est nommé en l'honneur de la famille de Gilbert Murray qui aida l'Autriche après la Première Guerre mondiale.